# 西安汽车站
西安汽车站又稱西安市汽车站、陕西省西安汽车站和西安长途汽车站，是中華人民共和國陝西省西安市的一個汽車站，也是陕西省交通厅直属国营一级汽车客运站。車站於中華民国28年（1939年）始建。中华人民共和国成立後先後成為西北国营运输公司西安分公司、陕西省运输公司所在地、陕西省西安运输公司和陕西省关中运输公司西安中心站、汽车队及汽车保养场所在地。1972年，解放门车站開始擴建並定名為西安汽车站定名。1983年12月建成。